# Tokita Maszanori
Tokita Maszanori (Kóbe, 1925. június 24. – 2004. március 5.) japán válogatott labdarúgó.
A japán válogatott tagjaként részt vett az 1956. évi nyári olimpiai játékokon.

## Statisztika
| Japán válogatott | Japán válogatott | Japán válogatott |
| Időszak          | Mérk.            | gól              |
| ---------------- | ---------------- | ---------------- |
| 1951             | 3                | 1                |
| 1952             | 0                | 0                |
| 1953             | 0                | 0                |
| 1954             | 3                | 1                |
| 1955             | 1                | 0                |
| 1956             | 2                | 0                |
| 1957             | 0                | 0                |
| 1958             | 0                | 0                |
| 1959             | 3                | 0                |
| Összesen         | 12               | 2                |